# Dactylochelifer gracilis
Dactylochelifer gracilis es una especie de arácnido del orden Pseudoscorpionida de la familia Cheliferidae.

## Distribución geográfica
Se encuentra en Irán y Turquía.